# SD Gundam Neo Battling
SD Gundam Neo Battling est un jeu vidéo du type shoot 'em up développé par Bandai et édité par Banpresto en 1992 uniquement sur système d'arcade Seta 1st Generation. C'est la première adaptation en jeu vidéo de la série en arcade, basée sur l'anime Mobile Suit Gundam et notamment Super Deformed Gundam,.